# Tour della nazionale maschile di rugby a 15 delle Samoa Occidentali 1994
Nel periodo tra le edizioni del 1992 e del 1995, la nazionale samoana di Rugby Union si è recata varie volte in tour oltremare.
Nel 1994 si reca per ben tre volte in Australia e Nuova Zelanda, in tre momenti diversi dell'anno.
I match con Waikato, Natal Auckland e New South Wales erano validi anche per la competizione delle "Super 10 Series"
| Sydney Aprile 1994 | New South Wales | 24 – 22 | Samoa XV |  |

| Auckland 16 aprile 1994 | Waikato | 16 – 32 | Samoa XV |  |

| New Plymouth 19 aprile 1994 | Taranaki | 16 – 32 | Samoa XV |  |

| Auckland 23 aprile 1994 | Auckland | 13 – 15 | Samoa XV |  |

| Palmerston North 26 aprile 1994 | Manawatu | 22 – 24 | Samoa XV |  |

| Auckland aprile 1994 | Natal | 48 – 26 | Samoa XV |  |

| East London maggio 1994 | Border | 9 – 19 | Samoa XV |  |

| Johannesburg maggio 1994 | Western Province | 23 – 13 | Samoa XV |  |

| Johannesburg maggio 1994 | Transvaal B | 9 – 19 | Samoa XV |  |

| 23 luglio 1994 | Victoria | 26 – 62 | Samoa XV |  |

| 27 luglio 1994 | A.C.T. | 13 – 39 | Samoa XV |  |

| 31 luglio 1994 | Queensland | 22 – 24 | Samoa XV |  |

| 3 agosto 1994 | Sydney | 18 – 21 | Samoa XV |  |

| Arbitro: | Glenn Wahlstrom |

|                                                                         |      |         |
| Gregan, Howard, Campese, Gavin Junee, Little 2 Ofahengaue, Pini Smith 2 | mt   |         |
| Knox 6                                                                  | tr   |         |
| Knox 2                                                                  | c.p. | Kellett |